# Sarcophaga schuetzei
Sarcophaga schuetzei är en tvåvingeart som beskrevs av Kramer 1909. Sarcophaga schuetzei ingår i släktet Sarcophaga och familjen köttflugor.
Artens utbredningsområde är Tyskland. Inga underarter finns listade i Catalogue of Life.